# The Old Guard (fumetto)
The Old Guard è una serie a fumetti statunitense sceneggiata da Greg Rucka, disegnata da Leandro Fernandez e inchiostrata da Daniela Miwa; la sua pubblicazione è iniziata nel 2017 per la casa editrice Image Comics.
Dal fumetto, in particolare dalle avventure dei primi cinque numeri, è stato tratto il film omonimo del 2020, per la regia di Gina Prince-Bythewood con protagonista Charlize Theron.

## Trama
La storia narra le avventure di alcuni soldati, appartenenti a varie epoche che, dopo aver scoperto la loro immortalità sul campo di battaglia, si riuniscono per combattere in difesa dei principi in cui credono. I loro poteri non sono eterni e nonostante essi siano sopravvissuti a innumerevoli ferite infertegli durante molte battaglie nel corso dei secoli, potrebbe succedere che, in qualsiasi momento, i loro poteri si esauriscano improvvisamente.

## Personaggi
I personaggi ricorrenti del fumetto sono:
Andromaca di SciziaDetta "Andy", è nata in Scizia nel 4700 a.C. circa; è a capo del gruppo di immortali. È oramai stanca e amareggiata a causa della lunga vita trascorsa e della perdita, nel corso dei secoli, di molte persone amate.
Niccolò e YusufChiamati "Nicky" e "Joe", si sono conosciuti in campi avversi, durante la Prima Crociata. Durante un combattimento hanno scoperto di essere immortali. Dopo aver tentato inutilmente di uccidersi l'un l'altro, sono diventati amanti.
Sébastien LelivreDetto "Booker", è stato un soldato dell'esercito di Napoleone, ha scoperto di essere immortale durante la campagna di Russia del 1812. Padre di quattro figli, tutti morti prima di lui, deve convivere con il dolore di non aver potuto condividere con loro il dono dell'immortalità.
Nile FreemanSoldatessa degli Stati Uniti, colpita a morte durante un'azione di guerra in Afghanistan è l'ultima ad essersi unita al gruppo.
James CopleyAgente della CIA al soldo di una compagnia farmaceutica, capitanata da Steve Merrick, che si prefigge di catturare gli immortali per studiarli e scoprire così il segreto del loro potere.

## Titoli
Gli albi regolari, usciti fino all'estate del 2021, comprendono:
- The Old Guard n. 1 di 5, pubblicato nel febbraio 2017;
- The Old Guard n. 2 di 5, pubblicato nel marzo 2017;
- The Old Guard n. 3 di 5, pubblicato nel aprile 2017;
- The Old Guard n. 4 di 5, pubblicato nel maggio 2017;
- The Old Guard n. 5 di 5, pubblicato nel giugno 2017;
- The Old Guard: Force Multiplied n. 1 di 5, pubblicato nel dicembre 2019;
- The Old Guard: Force Multiplied n. 2 di 5, pubblicato nel gennaio 2020;
- The Old Guard: Force Multiplied n. 3 di 5, pubblicato nel febbraio 2020;
- The Old Guard: Force Multiplied n. 4 di 5, pubblicato nel marzo 2020;
- The Old Guard: Force Multiplied n. 5 di 5, pubblicato nel luglio 2020;
- The Old Guard: Tales Through Time n. 1 di 6, pubblicato nell'aprile 2021;
- The Old Guard: Tales Through Time n. 2 di 6, pubblicato nel maggio 2021;
- The Old Guard: Tales Through Time n. 3 di 6, pubblicato nel giugno 2021;
- The Old Guard: Tales Through Time n. 4 di 6, pubblicato nel luglio 2021;
- The Old Guard: Tales Through Time n. 5 di 6, pubblicato nell'agosto 2021;
- The Old Guard: Tales Through Time n. 6 di 6, pubblicato nel settembre 2021;

cui si aggiungono le raccolte:
- The Old Guard, Book One: Opening Fire, pubblicata nell'agosto 2017, raccoglie le avventure dei primi cinque albi;
- The Old Guard, Book Two: Force Multiplied, pubblicata nel settembre 2020 raccoglie i secondi cinque albi appartenenti all'arco narrativo Force Multiplied.

In Italia il fumetto è stato édito dalla casa editrice Panini Comics che ha tradotto i primi due volumi antologici:
- The Old Guard 1: Fuoco d'apertura, pubblicato nel luglio 2020;
- The Old Guard 2: La forza del tempo, pubblicato nel dicembre 2020.